# Oediblemma trogoptera
Oediblemma trogoptera är en fjärilsart som beskrevs av George Francis Hampson 1918. Oediblemma trogoptera ingår i släktet Oediblemma och familjen nattflyn. Inga underarter finns listade i Catalogue of Life.